# Manfred Gelpke
Manfred Gelpke (Dresde, 3 de marzo de 1940) es un deportista de la RDA que compitió en remo. Participó en los Juegos Olímpicos de México 1968, obteniendo una medalla de plata en la prueba de cuatro con timonel.

## Palmarés internacional
| Juegos Olímpicos | Juegos Olímpicos          | Juegos Olímpicos | Juegos Olímpicos   |
| Año              | Lugar                     | Medalla          | Prueba             |
| ---------------- | ------------------------- | ---------------- | ------------------ |
| 1968             | Ciudad de México (México) | Medalla de plata | Cuatro con timonel |